# La grande promessa (film 1988)
La grande promessa (Johnny Be Good) è un film del 1988 diretto da Bud S. Smith.
All'interno del film compaiono dei giovanissimi Uma Thurman e Robert Downey Jr.

## Trama
Johnny è un dotato quarterback di football americano di un college di provincia. Una serie di reclutatori sportivi senza scrupoli fanno di tutto per portarlo via dal college e trasferirlo dove possano controllarlo meglio. La sua fidanzata Georgia Elkans ha un forte ascendente sul ragazzo e gli chiede di restare, preoccupata del possibile uso di steroidi, lui contatta le varie università e studia le offerte ricevute mentre il Comitato Atletico Americano indaga.

## Distribuzione

### Data di uscita
Il film venne distribuito in varie nazioni, fra cui:
- Stati Uniti d'America, Johnny Be Good 25 marzo 1988
- Australia 11 agosto 1988
- Finlandia 10 febbraio 1989
- Italia, La grande promessa 13 maggio 1989
- Portogallo, Bom dia Meninas 27 ottobre 1989
- Svezia 1º agosto 2003 (prima TV)

## Accoglienza

### Incassi
Il film ha incassato un totale di 17.550.399 dollari negli USA e nella prima settimana 5.249.388 dollari.

## Critica
La storia già vista tante volte viene raccontata in modo noioso e «poco convincente».
Il film è una commedia, ma ha una parte di denuncia per i comportamenti dei reclutatori. Lo sceneggiatore David Obst è un giornalista vincitore del Premio Pulitzer.